# Neargyractis
Neargyractis là một chi bướm đêm thuộc họ Crambidae.